# CM-412

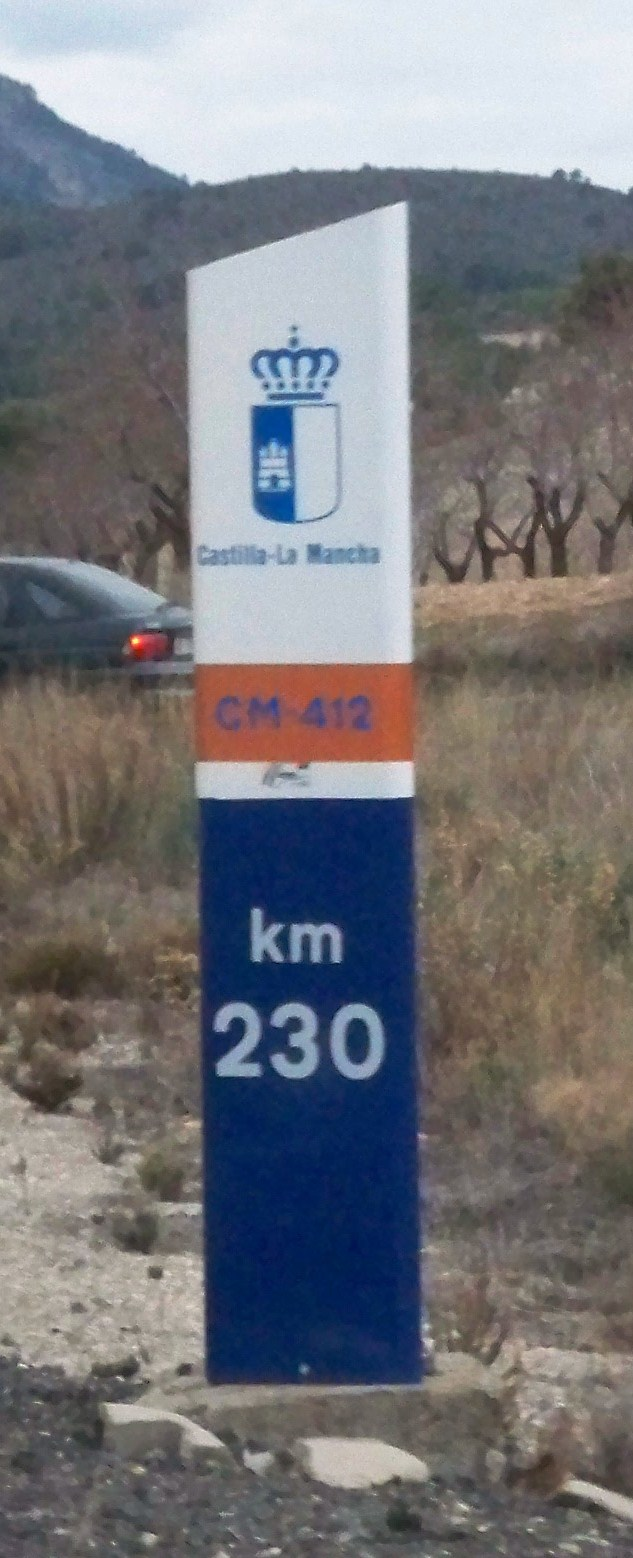
Hito de la CM-412, carretera autonómica de primer orden

Mapa de la carretera, y del resto de la antigua C-415 y sus variantes

La CM-412 es una carretera autonómica de 1.er orden que atraviesa buena parte del sur de Castilla-La Mancha, partiendo desde un cruce en el tramo de CM-403 Torrijos - Porzuna - Piedrabuena - Abenójar (Ciudad Real) hasta Almansa.

## Trazado
Pasa por núcleos importantes como Ciudad Real, Almagro, Valdepeñas (donde se cruza con la A-4) y Villanueva de los Infantes. Al poco de entrar en la provincia de Albacete aprovecha durante unos kilómetros el trazado de la N-322 hasta Reolid, donde continúa en sentido este atravesando la Sierra de Alcaraz por el Puerto de las Crucetas (1300 m), pasando por Riópar, atravesando el Puerto del Peralejo (1120 m), perteneciente al término municipal de Molinicos, Elche de la Sierra, Hellín (donde se cruza con la A-30), Fuente-Álamo, Montealegre del Castillo y culminando en Almansa, donde se une con la autovía A-31}}.
En su trazado cruza ríos como el Guadiana, Guadalmena y Río Mundo, pasando por diferentes paisajes: desde las extensas llanuras ciudadrealeñas, pasando por la quebrada Sierra de Alcaraz, hasta el terreno colino característico del tramo Hellín-Almansa.
Los mayores problemas de viabilidad de esta carretera se dan por tráfico denso en los alrededores de Ciudad Real y por nieve en los Puertos de las Crucetas y el Peralejo.

## Historia
Las carreteras y tramos a partir de los cuales se formó esta vía fueron:
- CR-731 (De C-403 (actual CM-403) a Ciudad Real).
- CR-752 o actualmente [[N-430c}}]](Ronda de Ciudad Real). No está transferida, sino que sigue bajo titularidad estatal, pero la CM-412 la aprovecha en el tramo Puerta de Santa María-Quijote Azteca.
- CR-514 (De [[CR-512}}]] a Barrio de Larache), aunque desde el desmantelamiento de las vías por el sur de Ciudad Real, ya no discurre por el túnel de Pozo Dulce, sino que se separa de la ronda en la rotonda del Quijote Azteca. Este tramo, bajo del nombre de 'Carretera de Fuensanta, está previsto transferirlo al Ayuntamiento de Ciudad Real.
- CR-512 (De Ciudad Real a Aldea del Rey). El tramo utilizado es el que va desde la futura rotonda del helicóptero, hasta la variante sur de Miguelturra. El resto es llamado CM-4111 hacia el sur, y CM-4127 hacia Ciudad Real y Miguelturra.
- Variante nueva al sur de Miguelturra.
- C-415 (De Ciudad Real a Murcia por Alcaraz y Caravaca). Entre Miguelturra y pasado Villanueva de la Fuente.
- Variante nueva desde la C-415, al este de Villanueva de la Fuente, a la N-322, al sur de Alcaraz.
- N-322, futura A-32, no transferida, sino que es de titularidad estatal, pero la CM-412 aprovecha este tramo.
- Variante nueva de Reolid.
- A-25 (Povedilla-Viveros-Reolid – Salobre – C-415). Se convirtió en CM-412 desde la variante hasta la antigua C-415. Actualmente AB-5031 en el tramo Reolid-CM-412 y AB-605 en el Povedilla-Viveros.
- C-415 de nuevo.
- C-415 C-3212 A partir de Riópar (nuevo) y hasta Elche de la Sierra se superponían las dos carreteras.
- C-3212. (De Orcera a Almansa por Hellín). Utilizada desde Elche de la Sierra hasta Almansa. El resto es A-6303 y [[A-310}}]] en Jaén y CM-3204 en Albacete.

También se han construido numerosas variantes de población.
Su desdoblamiento en el tramo Ciudad Real-Villanueva de la Fuente, para crear la futura Autovía del IV Centenario CM-45, se encuentra en distintas fases, estando ya en servicio el tramo Ciudad Real - enlace de Granátula.